# Филадельфия (Коста-Рика)
Филаде́льфия (исп. Filadelfia) — город на северо-западе Коста-Рики, в провинции Гуанакасте, на реке Темписке. Административный центр кантона Каррильо. Население 7814 жителей (2007). Площадь 125,01 км². Получил статус города 18 октября 1915 года. Первоначально назывался Сиете Суэрос. Переименован в Филадельфию в 1877 году в честь солдата Филадельфо Сото.
Город находится в междуречье Темписке и Лас-Пальмас. Обе реки вызвали серьёзные наводнения в октябре 1995 года, в 1999 и 2007 годах. Причиной наводнений называют Эль-Ниньо,
Основу экономики составляет производство сахарной свеклы и дынь.

## Галерея

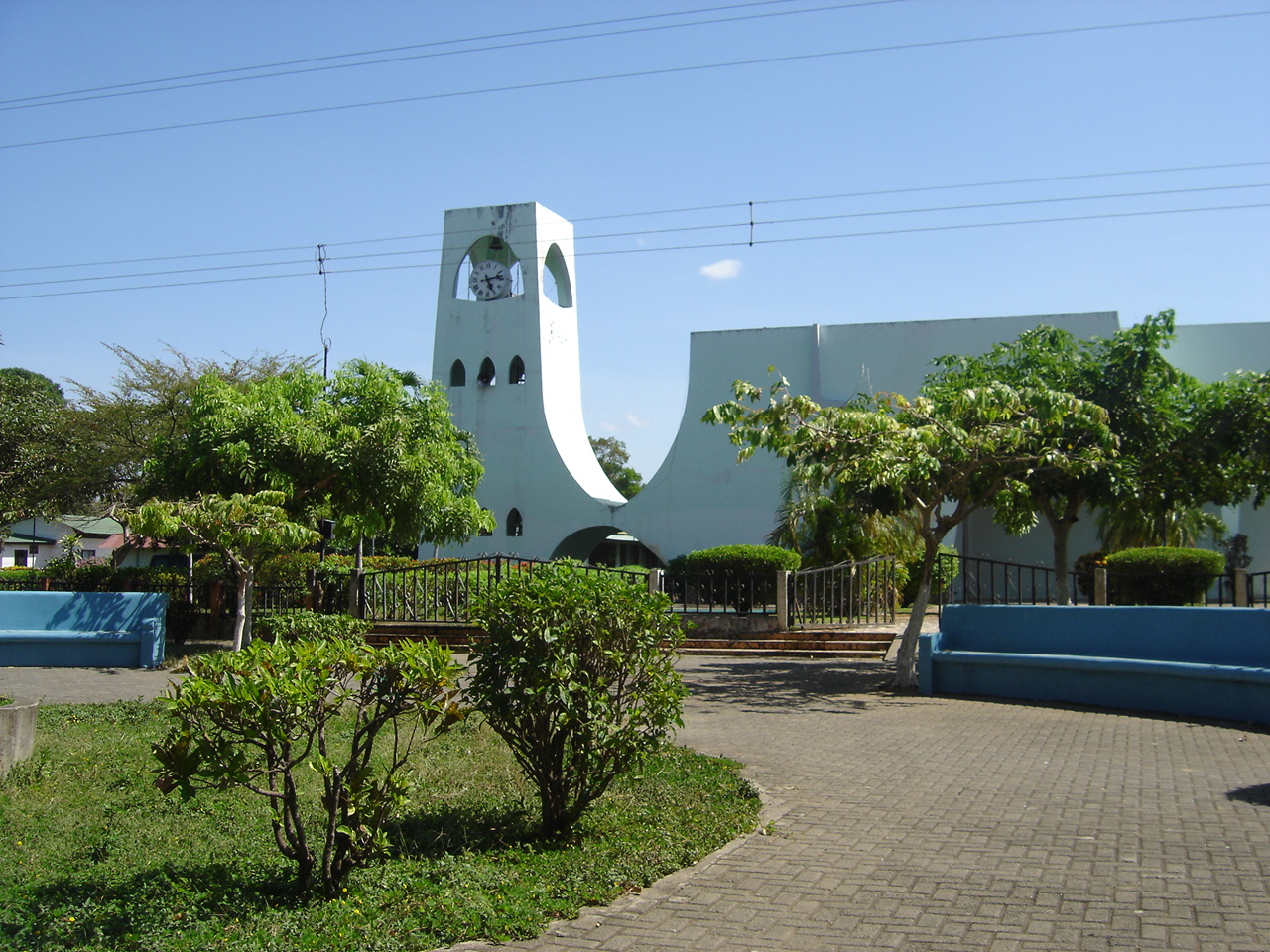
Главная церковь
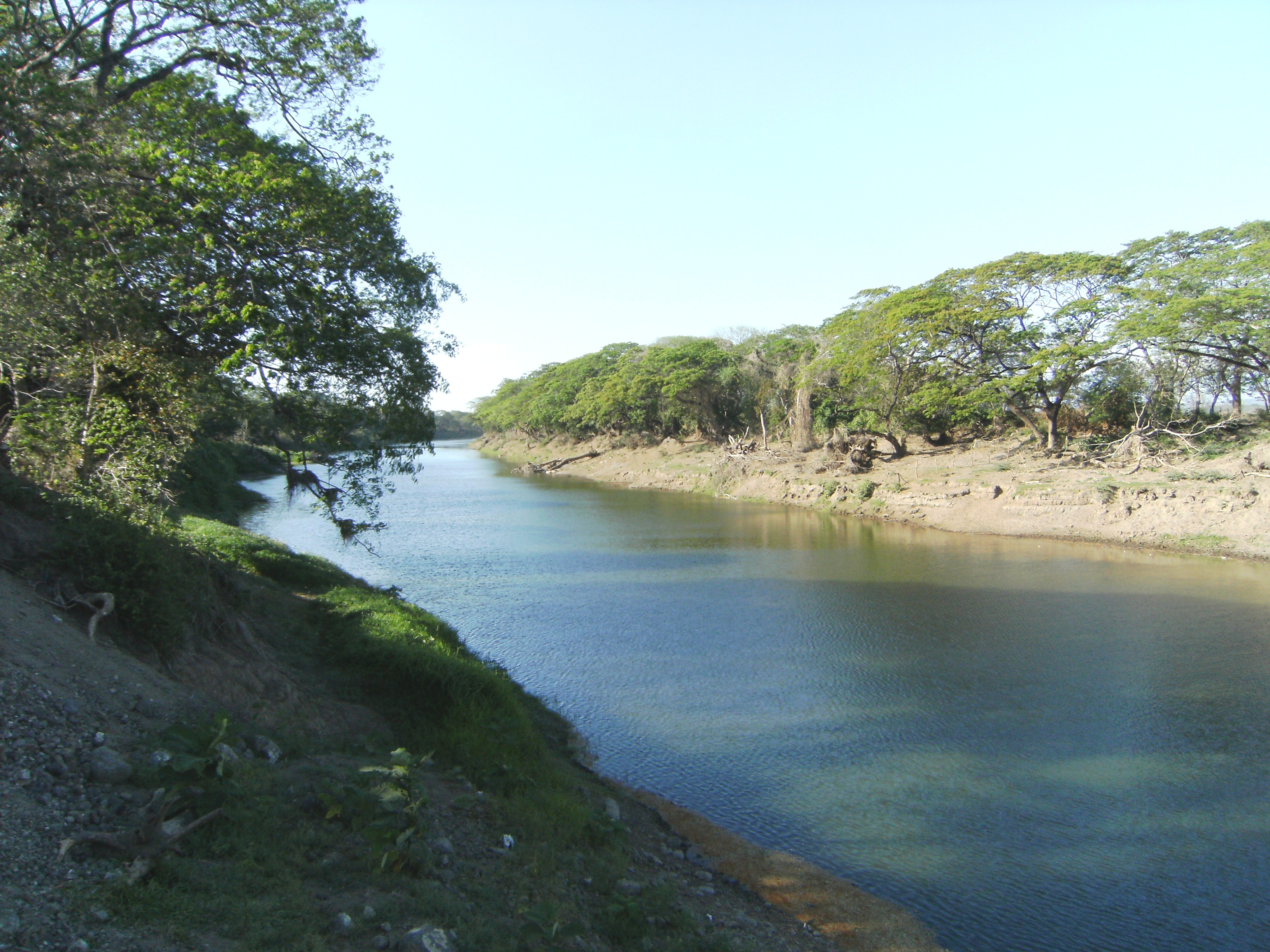
Река Темписке в городе
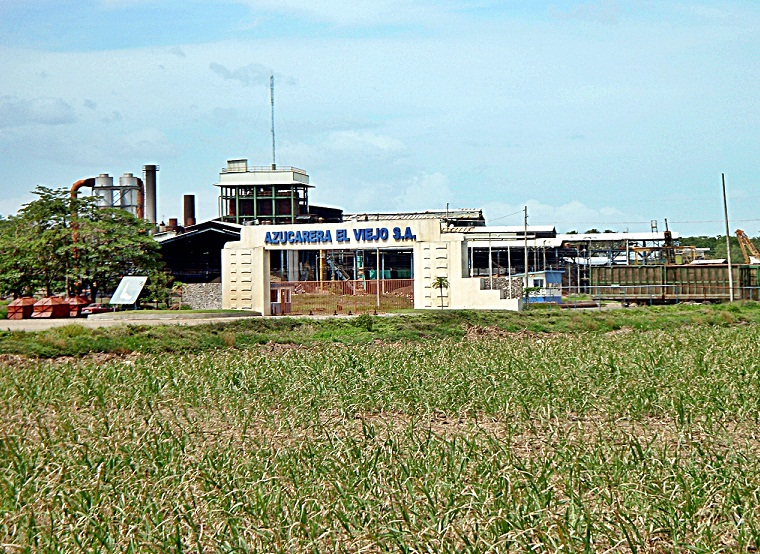
Сахарный завод